# Alaverdi (Arménie)
ÀÀ
Pour les articles homonymes, voir Alaverdi.
Alaverdi (en arménien Ալավերդի) est une ville arménienne située au nord-est du pays, dans la région de Lorri. En 2008, elle compte 16 588 habitants. C'est une ville minière construite dans le canyon du Debed. Elle a également appartenu au cours de son histoire à la Géorgie.
La ville se trouve près du village de Sanahin et du monastère du même nom.

## Géographie
Située dans la vallée très encaissée du Débed, Alaverdi est une ville industrielle du nord de l'Arménie. Alaverdi est traversée par la M6.

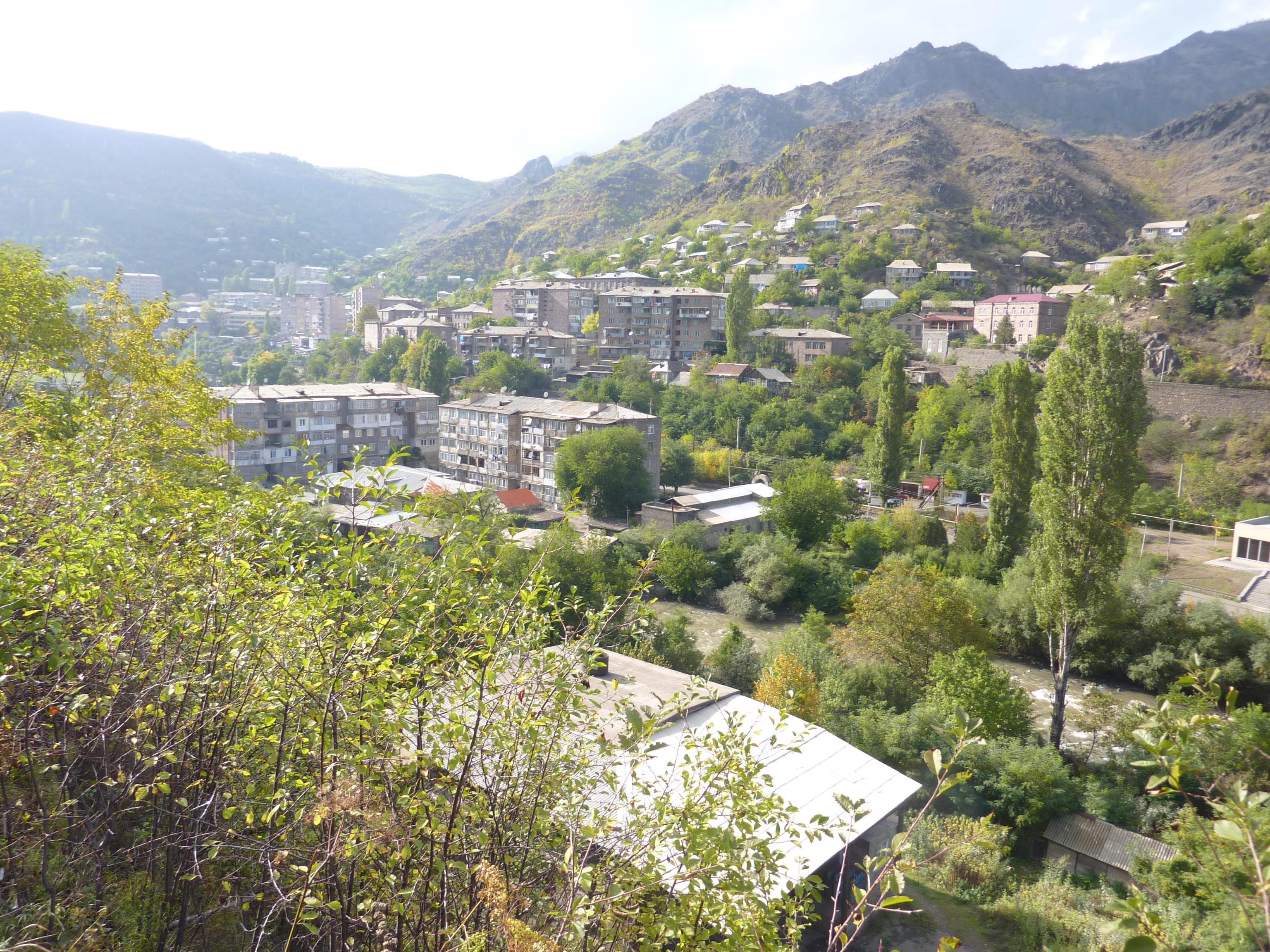
Un quartier périphérique de la ville
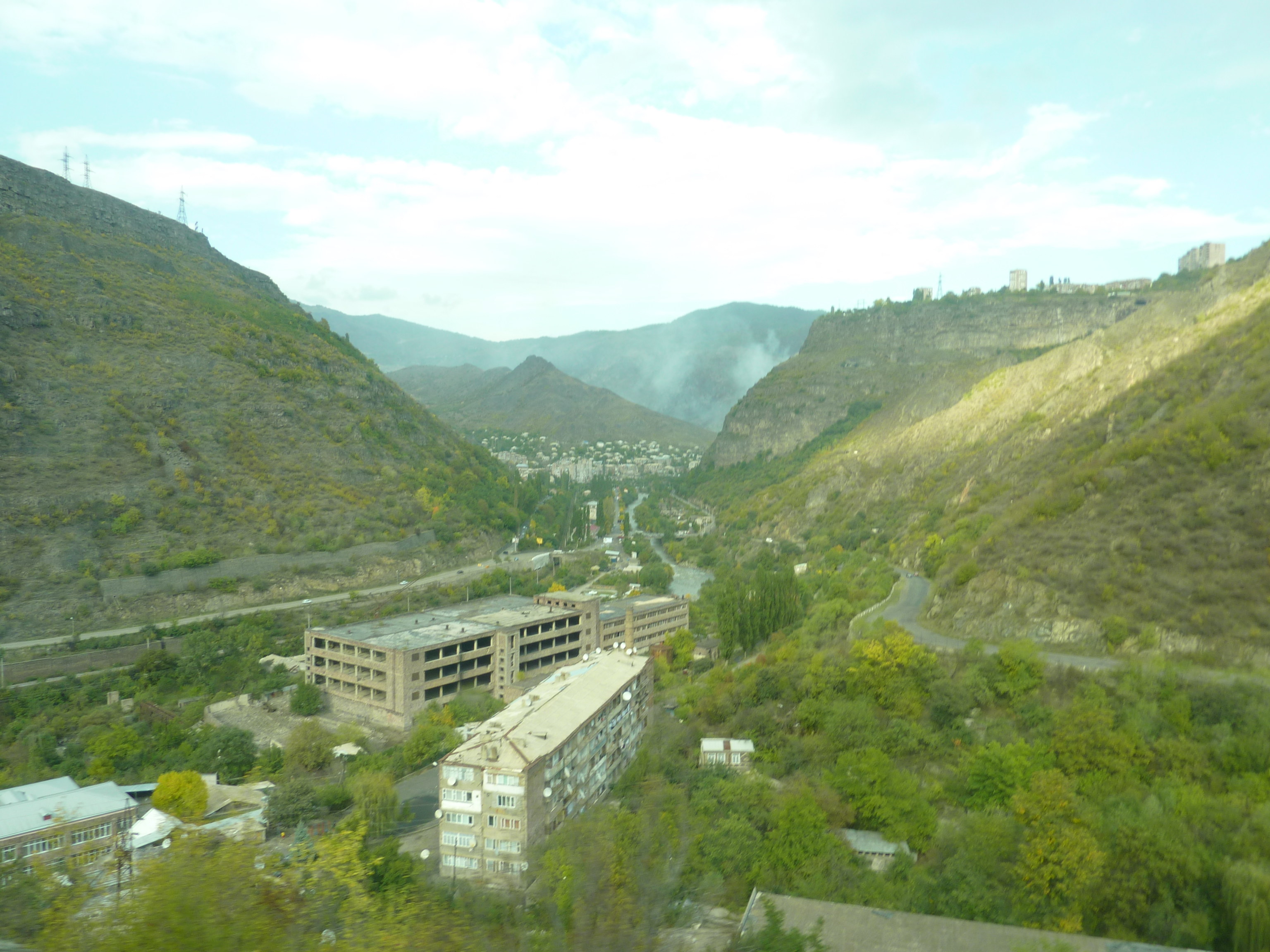
Alaverdi : la vallée du Débed
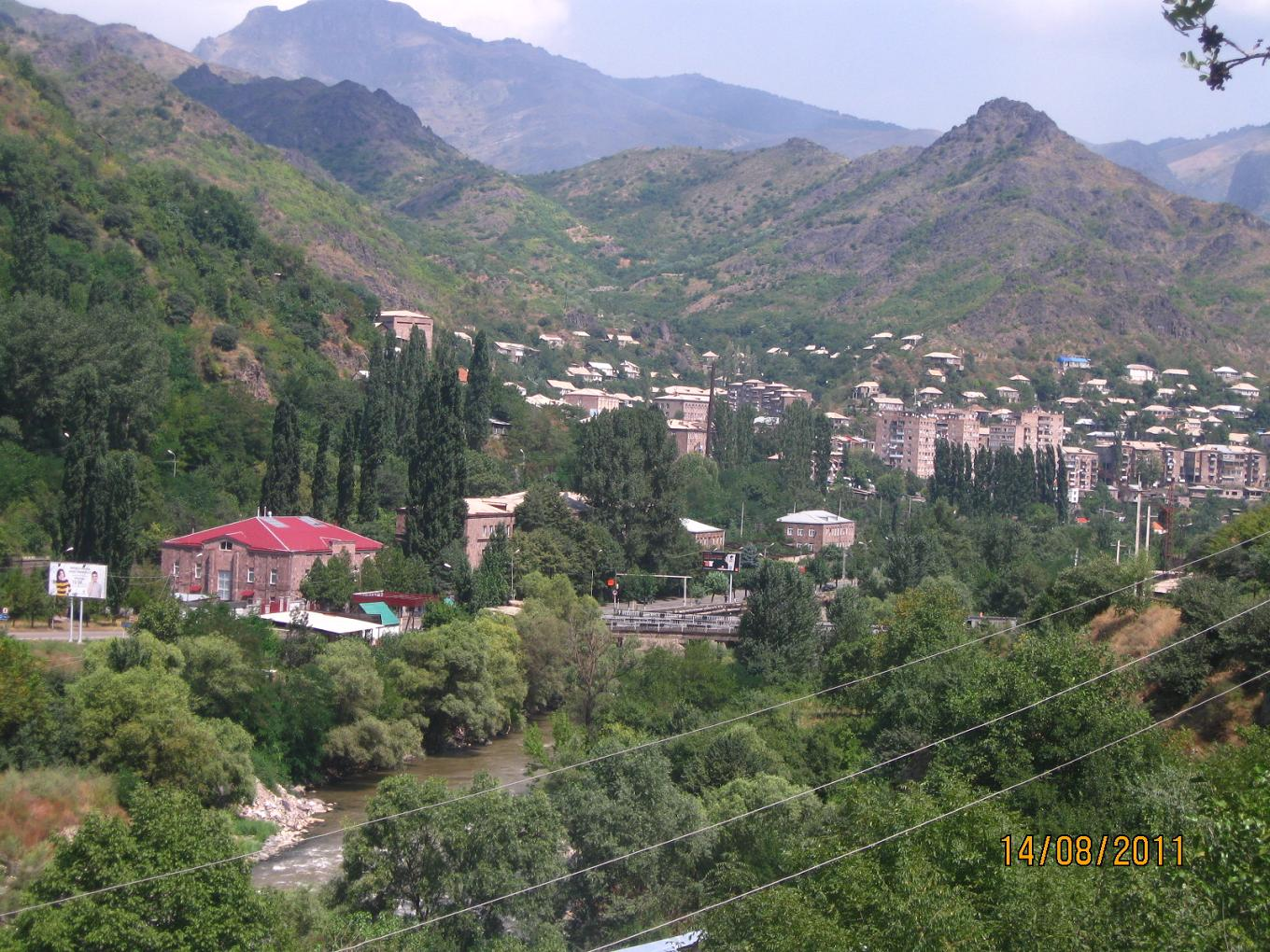
La ville

## Démographie
Depuis 1831, l'évolution démographique de Alaverdi a été la suivante :
| 1831 | 1873 | 1926  | 1959   | 1970   |
| ---- | ---- | ----- | ------ | ------ |
| 24   | 748  | 4 500 | 16 805 | 23 182 |

| 1979   | 2001   | 2005   | 2008   | 2017   |
| ------ | ------ | ------ | ------ | ------ |
| 23 311 | 14 835 | 17 000 | 16 600 | 13 186 |

| 2020   | - | - | - | - |
| ------ | - | - | - | - |
| 12 500 | - | - | - | - |

| Histogramme de l'évolution démographique de Alaverdi |        |
| \| 1831 \| 24 \| \| 1873 \| 748 \| \| 1926 \| 4 500 \| \| 1959 \| 16 805 \| \| 1970 \| 23 182 \| \| 1979 \| 23 311 \| \| 2001 \| 14 835 \| \| 2005 \| 17 000 \| \| 2008 \| 16 600 \| \| 2017 \| 13 186 \| \| 2020 \| 12 500 \| |        |
| 1831 | 24     |
| 1873 | 748    |
| 1926 | 4 500  |
| 1959 | 16 805 |
| 1970 | 23 182 |
| 1979 | 23 311 |
| 2001 | 14 835 |
| 2005 | 17 000 |
| 2008 | 16 600 |
| 2017 | 13 186 |
| 2020 | 12 500 |

## Transports
Les trains reliant l'Arménie à la Géorgie passent actuellement par Alaverdi.
Alaverdi est traversée par la route magistrale 6 qui relie Vanadzor à Bagratashen à la frontière entre l'Arménie et la Géorgie.

## Histoire
À la fin du XVIIIe siècle, le secteur d'Alaverdi a été annexé par l'Empire russe, la richissime famille d'Argoutinski-Dolgoruki a fait venir des mineurs de Grèce pour exploiter les richesses minières de la région d'Alaverdi. Il y avait principalement des mines de cuivre. À la fin du XIXe siècle, la mine a été vendue aux Français. 
Pendant l'ère soviétique, l'activité minière se développe et la ville s'industrialise considérablement. À son apogée la mine compte 4 000 salariés.
Dans les années 2020 la mine tourne au ralenti (300 employés) et le taux de chômage dans la ville est de 60%.

## Personnalités liées
- Mane Tandilian, née à Alaverdi en 1978, historienne, membre de l'Assemblée nationale d'Arménie, ministre du Travail et des Affaires sociales en 2018.